# Autódromo de Jacarepaguá

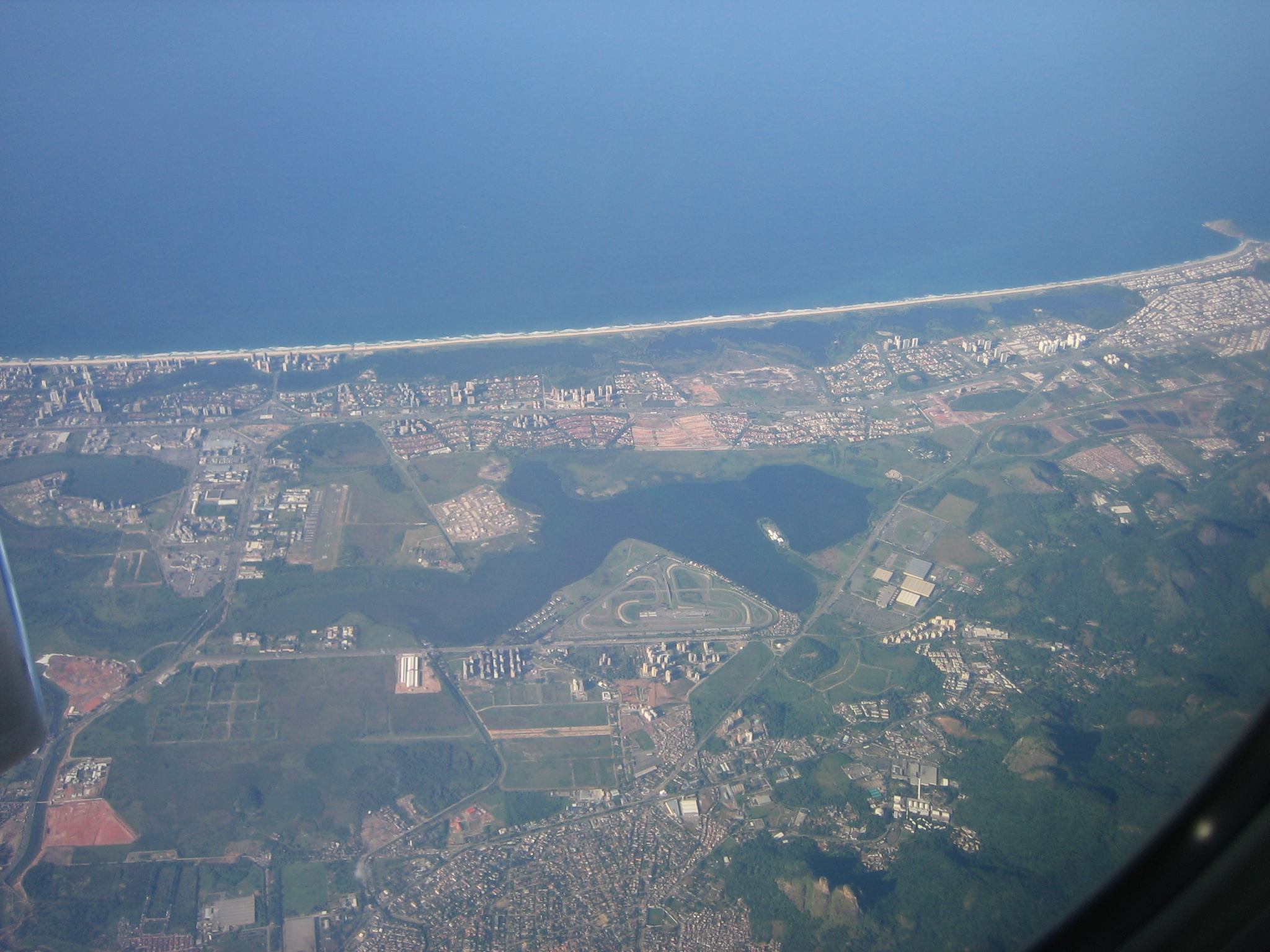
Vista do autódromo em imagem aérea da Lagoa de Jacarepaguá.

O Autódromo Internacional Nelson Piquet, mais conhecido como Autódromo de Jacarepaguá, por estar localizado às margens da lagoa homônima, em Jacarepaguá, foi um autódromo brasileiro da cidade do Rio de Janeiro, desativado e demolido em 2012 para as obras dos Jogos Olímpicos de Verão de 2016. Recebeu o Grande Prêmio do Brasil da Fórmula 1 nas décadas de 1970 e 1980, além da MotoGP entre 1995 e 2004.
O autódromo original teve traçado desenhado por Ayrton Cornelsen, mas o que aparece aqui é de autoria do arquiteto David Cardeman. Este lançou o livro "Autódromo do Rio Janeiro Construção de um Sonho", publicado pela Editora Paisagens Híbridas, em 27 de março de 2025.

## História

### Início (1966-1977)
O autódromo, originalmente, havia sido construído em 1966, sendo nomeado como Autódromo da Nova Caledônia. O autódromo, com sua pista original, durou até 1970, quando uma reforma foi necessária, reforma essa, que terminou em 1977, com o lançamento do Autódromo de Jacarepaguá.

### Fórmula 1 (1978, 1981-1989)
O autódromo sediou o Grande Prêmio do Brasil de Fórmula 1 a partir de 1978 até 1989, exceto em 1979 e 1980. Para 1990, a presença de Jacarepaguá no calendário estava incerta, muito por conta da falta de segurança do circuito, entretanto, um acidente durante testes da equipe AGS acabou deixando o ex-piloto Philippe Streiff tetraplégico por conta do mau atendimento do local, comprometendo qualquer chance do Rio de Janeiro sediar uma corrida de Fórmula 1 no autódromo. Com isso, a corrida foi transferida para o Interlagos, em São Paulo.

### MotoGP (1995-1997, 1999-2004)
De 1995 a 2004, com exceção de 1998, o circuito sediou o Grande Prêmio do Rio de Janeiro de Motovelocidade da MotoGP. A primeira etapa foi vencida pelo italiano Luca Cadalora.

### CART (1996-2000)
Em 1996, foi construído um circuito oval em formato de trapézio chamado de "Emerson Fittipaldi Speedway" com 3 km (1.8 mi) de extensão, na qual recebeu corridas da CART entre os anos de 1996 até 2000. O primeiro vencedor da etapa foi o brasileiro André Ribeiro.

### Decadência, últimos anos e demolição (2005-2012)
Após a MotoGP em 2004, o circuito recebeu apenas competições nacionais e de menor expressão, apesar de terem havido conversas para novas corridas da maior categoria de motocicletas do mundo.

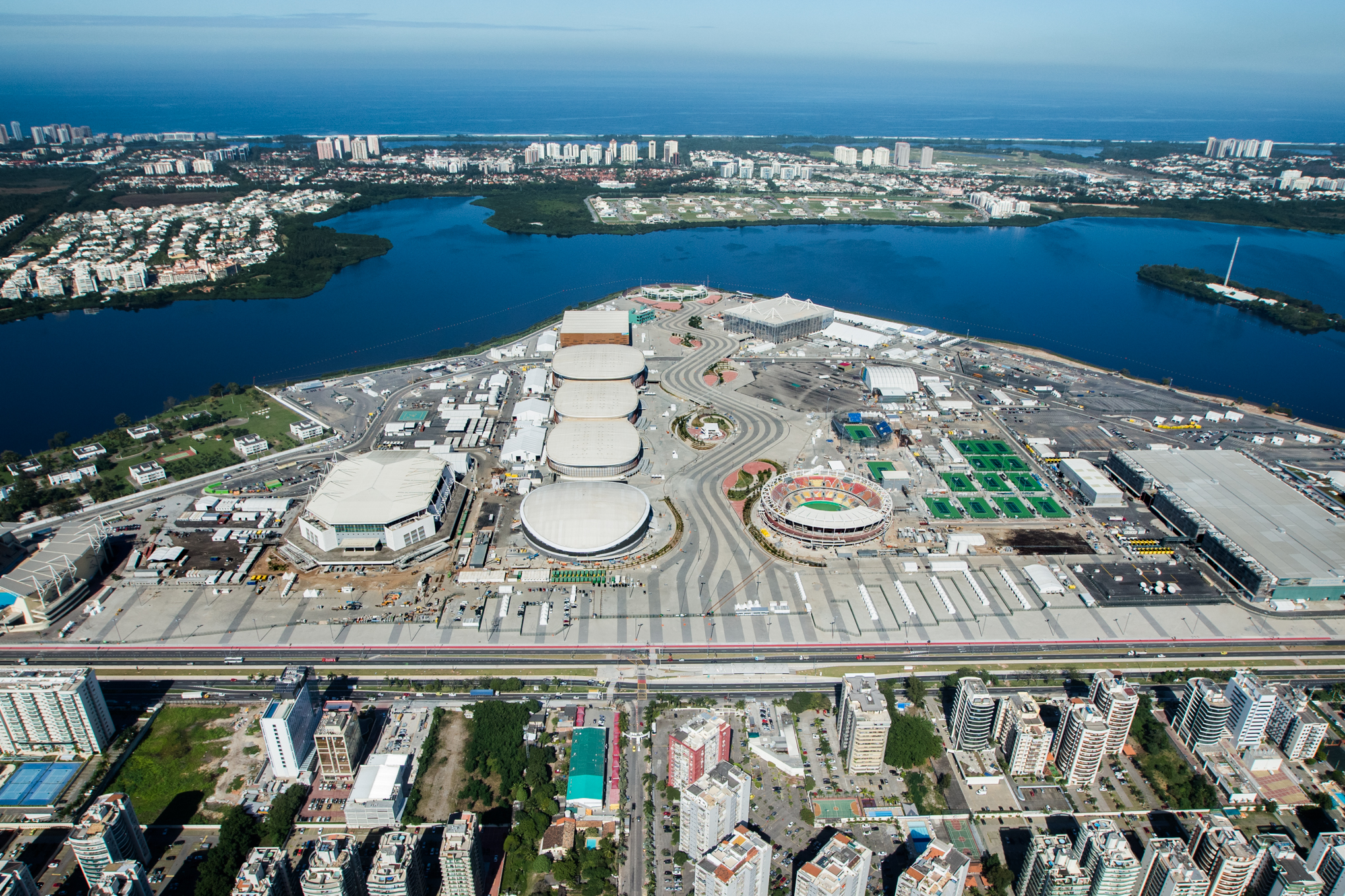
Parque olímpico construído onde era o autódromo.

Para os Jogos Pan-Americanos de 2007, o autódromo passou por intervenções para dar lugar ao Complexo Esportivo Cidade dos Esportes, e, portanto, teve sua pista reduzida, deixando de ter a curva Norte, uma das mais desafiadoras do circuito, mas mantendo o circuito "oval". Em 2008, foi anunciada oficialmente a demolição do autódromo, com o objetivo de abrigar instalações para os Jogos Olímpicos de 2016.
O autódromo continuou recebendo apenas competições nacionais, como as etapas da Stock Car Brasil, Fórmula Truck e o Brasileiro de Motovelocidade, até o encerramento de suas atividades em 2012. Em agosto desse mesmo ano, parte do autódromo que não estava sendo utilizado começou a ser demolido. Em 28 de outubro de 2012, ocorreu a última corrida no autódromo, uma etapa do Campeonato Estadual de Marcas do Rio de Janeiro, sendo completamente destruído em novembro daquele ano, caracterizando o fechamento do autódromo após mais de 35 anos de existência.
Com isso, posteriormente foi criado e aprovado o projeto para a construção do novo autódromo do Rio de Janeiro que ficaria localizado no bairro de Deodoro, seguindo os padrões da FIA. Entretanto, os planos não foram concretizados.

## Curvas[14]
No circuito usado na Fórmula 1, possuía 11 curvas, distribuídas entre setores técnicos e rápidos.
- Molykote: É a primeira curva do autódromo. Seu nome era uma referência a uma marca de lubrificantes automotivos.
- Carlos Pace: Era uma curva de baixa/média velocidade feita para a esquerda, que fazia os pilotos abusarem dos freios e terem uma certeira redução para a terceira marcha na sua primeira parte. Nesse setor, um dos maiores desafios dos pilotos eram os balanços que os carros faziam ao contorná-la.
- Suspiro: Uma das mais desafiadoras curvas de todo o traçado. Um setor veloz para a esquerda, com diversas ondulações e a uma área de escape minúscula. Foi nesta curva que o piloto francês Philippe Streiff sofreu o acidente que encerrou sua carreira.

- Nonato: Outra curva que possuía um elevado grau de dificuldade na sua execução. Sua entrada era praticamente cega e obrigava que a velocidade dos carros fosse cuidadosamente controlada pelos pilotos, e terminava em uma forte freada para curva Norte.
- Norte: Considerada a curva mais difícil do circuito, tratava-se de um inclinado hairpin fechado e de baixa velocidade tangenciado para a esquerda, tudo isso combinado com os balanços dos carros. Também era dos melhores pontos de ultrapassagem do autódromo.
- Sul: Era uma curva de raio bem longo e feita em alta velocidade.
- Girão e Morette: Duas curvas seguidas de 90 graus que eram contornadas em média velocidade, sendo Girão feita para a direita, e Morette conduzida para a esquerda.
- Lagoa: Era uma curva fechada para a esquerda, feita em baixa velocidade que necessitava de exatidão no uso dos freios por parte dos pilotos. Era outro ponto de ultrapassagem da pista.
- Box: Penúltima curva do traçado, era de 90º assim como Girão e Morette. Entretanto, possuía uma angulação mais fechada, sendo contornada em baixa velocidade.
- Curva da Vitória: Ultima curva do circuito, consistia em um gancho contornado em baixa velocidade. Tinha esse nome pelo fato de algumas corridas disputadas no circuito terem sido decididas nessa curva.

## Traçados

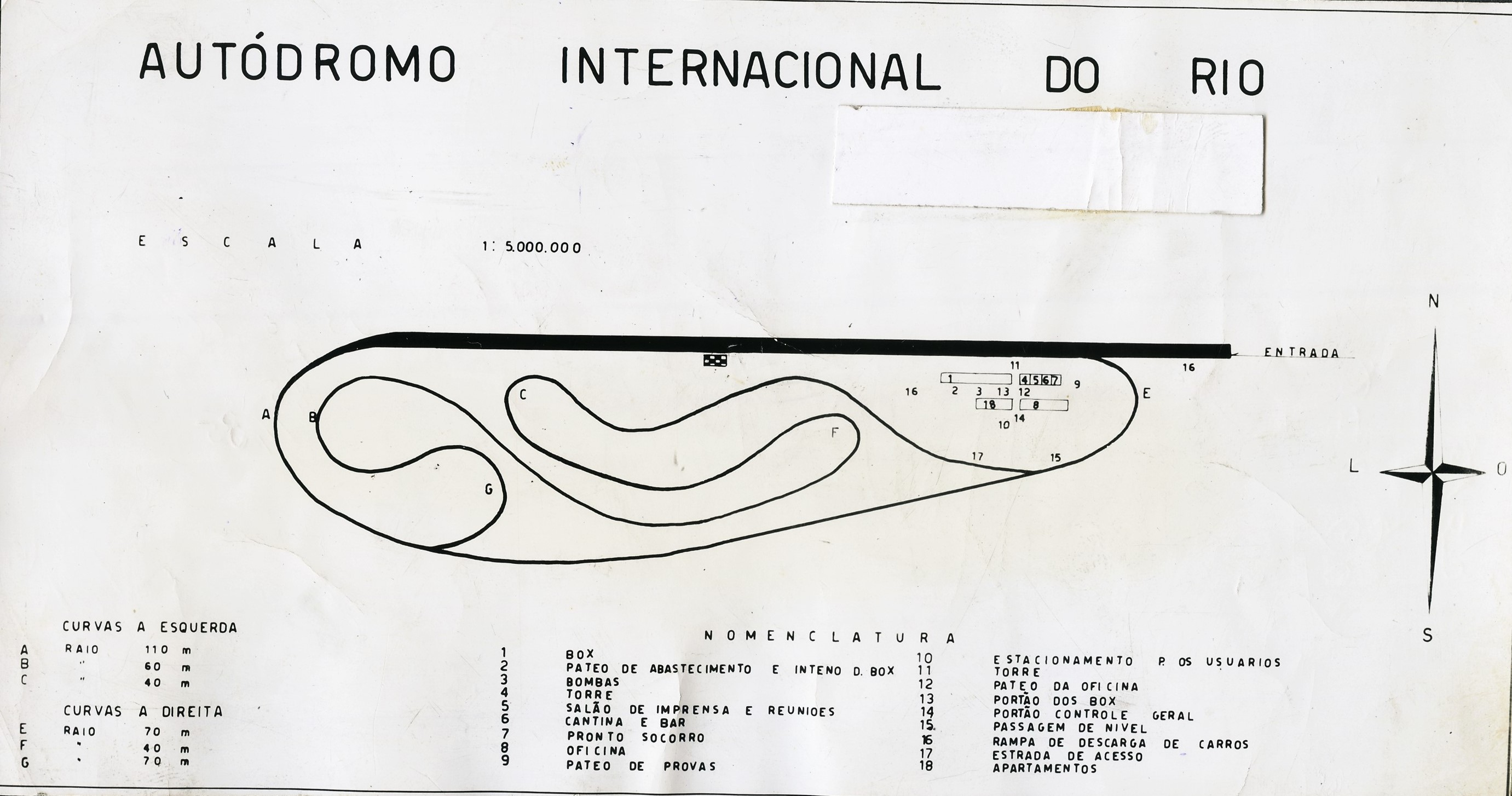
Autódromo da Nova Caledônia (1967-1970
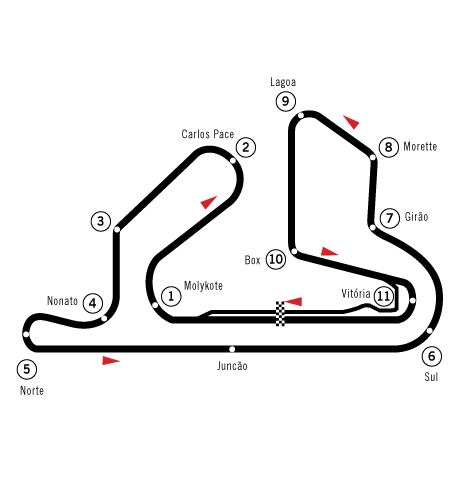
Circuito Grand Prix (1977-1994)
Circuito Grand Prix (1995-2005)
Oval Speedway (1995-2005)
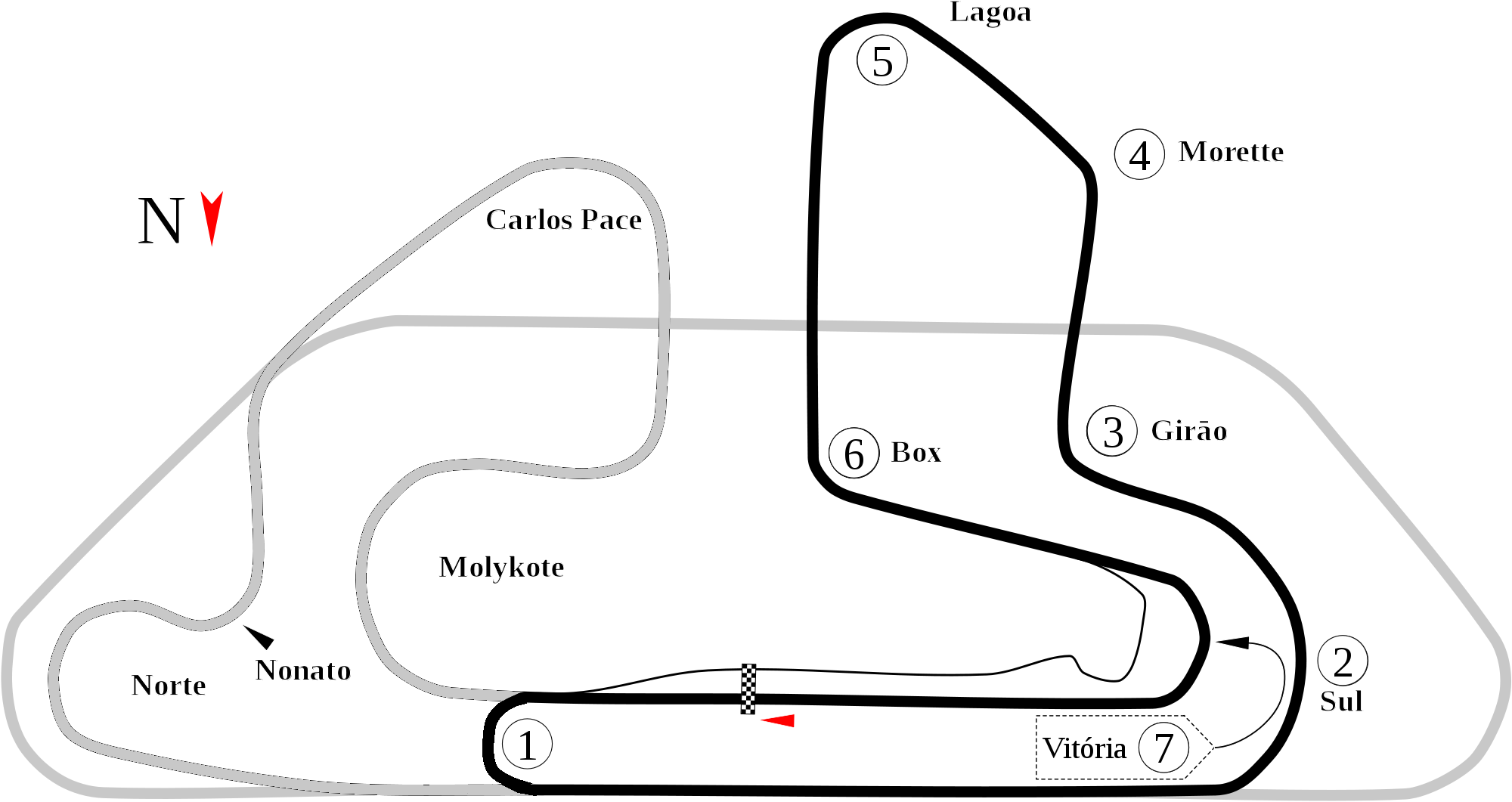
Circuito Grand Prix (2006-2012)

## Resultados

### Fórmula 1
| Ano                      | Piloto           | Construtor          | Resumo   |
| ------------------------ | ---------------- | ------------------- | -------- |
| 1978                     | Carlos Reutemann | Ferrari             | Detalhes |
| Não houve em 1979 e 1980 |                  |                     |          |
| 1981                     | Carlos Reutemann | Williams-Ford       | Detalhes |
| 1982                     | Alain Prost      | Renault             | Detalhes |
| 1983                     | Nelson Piquet    | Brabham-BMW         | Detalhes |
| 1984                     | Alain Prost      | McLaren-TAG/Porsche | Detalhes |
| 1985                     | Alain Prost      | McLaren-TAG/Porsche | Detalhes |
| 1986                     | Nelson Piquet    | Williams-Honda      | Detalhes |
| 1987                     | Alain Prost      | McLaren-TAG/Porsche | Detalhes |
| 1988                     | Alain Prost      | McLaren-Honda       | Detalhes |
| 1989                     | Nigel Mansell    | Ferrari             | Detalhes |

### MotoGP
| Ano  | 125 cc                    | 250 cc                    | MotoGP                  |
| ---- | ------------------------- | ------------------------- | ----------------------- |
| 2004 | Héctor Barberá (Aprilia)  | Manuel Poggiali (Aprilia) | Makoto Tamada (Honda)   |
| 2003 | Jorge Lorenzo (Derbi)     | Manuel Poggiali (Aprilia) | Valentino Rossi (Honda) |
| 2002 | Masao Azuma (Honda)       | Sebastian Porto (Yamaha)  | Valentino Rossi (Honda) |
| Ano  | 125 cc                    | 250 cc                    | 500 cc                  |
| 2001 | Youichi Ui (Derbi)        | Daijiro Kato (Honda)      | Valentino Rossi (Honda) |
| 2000 | Simone Sanna (Aprilia)    | Daijiro Kato (Honda)      | Valentino Rossi (Honda) |
| 1999 | Noboru Ueda (Honda)       | Valentino Rossi (Aprilia) | Norifumi Abe (Yamaha)   |
| 1997 | Valentino Rossi (Aprilia) | Olivier Jacque (Honda)    | Michael Doohan (Honda)  |
| 1996 | Haruchika Aoki (Honda)    | Olivier Jacque (Honda)    | Michael Doohan (Honda)  |
| 1995 | Masaki Tokudome (Aprilia) | Doriano Romboni (Honda)   | Luca Cadalora (Yamaha)  |

### CART Champ Car
| Temporada | Data        | Nome da corrida    | Piloto vencedor    | Chassis | Motor         | Equipe              |
| --------- | ----------- | ------------------ | ------------------ | ------- | ------------- | ------------------- |
| 2000      | 30 de abril | Rio 200            | Adrian Fernández   | Reynard | Ford Cosworth | Patrick Racing      |
| 1999      | 15 de maio  | GP Telemar Rio 200 | Juan Pablo Montoya | Reynard | Honda         | Chip Ganassi Racing |
| 1998      | 10 de maio  | Rio 400k           | Greg Moore         | Reynard | Mercedes-Benz | Forsythe Racing     |
| 1997      | 10 de maio  | Hollywood Rio 400k | Paul Tracy         | Penske  | Mercedes-Benz | Penske Racing       |
| 1996      | 17 de março | Rio 400            | André Ribeiro      | Lola    | Honda         | Tasman Motorsports  |